# 25 липня
25 липня — 206-й день (207-й у високосні роки) року за Григоріанським календарем. До кінця року залишається 159 днів.

## Свята і пам'ятні дні

### Національні
- Іспанія: Національний день Галісії.
- Пуерто-Рико: День Конституції.
- Туніс: День Республіки.
- Коста-Рика: День Гуанакасте.
- Білорусь: День пожежної служби.
- США:
  - День дроворуба.
  - День кулінарів.

### Релігійні

#### Християнство
Католицизм
- День Святого Якова.
- День Святого Христофора.

Православ'я
- Успіння праведної Анни, матері Пресвятої Богородиці.
- Святих жон Олімпіади, диякониси, та Євпраксії, Тавенської діви.
- Пам’ять V Вселенського собору.

### Іменини
- Православ'я: Анна[1]

## Події
- 326 — римський імператор Костянтин Великий вперше відмовився вшановувати язичницьких ідолів.
- 1139 — португальський граф Афонсу I розбив мусульман у битві при Оріке.
- 1261 — візантійський імператор Михаїл VIII Палеолог без бою зайняв Константинополь.
- 1536 — Конкістадор Себастьян де Белальказар заснував місто Сантьяго де Калі.
- 1538 — іспанський конкістадор Франциско де Орельяна заснував місто Ґуаякіль.
- 1547 — Генріх II Валуа коронований королем Франції.
- 1567 — Дон Дієго де Лосада заснував місто Сантьяго де Леон де Каракас, столицю Венесуели.
- 1587 — японці заборонили єзуїтам проповідувати в країні.
- 1687 — Івана Мазепу було обрано гетьманом України (дата за юліанським календарем).
- 1814 — британський винахідник Джордж Стефенсон провів перше випробування паротяга.
- 1909 — француз Луї Блеріо першим у світі перелетів Ла-Манш на моноплані власної конструкції.
- 1920 — формування Євгеном Петрушевичем у Відні закордонного уряду ЗУНР.
- 1920 — у бою під Сидоровом війська УНР розгромили більшовиків.
- 1937 — Повністю розформовано, як контрреволюційний, ЦК комсомолу України.
- 1947 — у Празі відкрився I Всесвітній фестиваль молоді.
- 1952 — Конгрес США оголосив Пуерто-Рико «державою, що добровільно приєдналась».
- 1957 — у Тунісі скасовано монархію.
- 1963 — Велика Британія, СРСР і США підписали договір про заборону ядерних випробувань у повітрі, відкритому космосі та під водою.
- 1978 — У Великій Британії народилася перша людина, зачата в результаті штучного запліднення.
- 1983 — Завершено будівництво трансконтинентального газопроводу Уренгой—Помари—Ужгород завдовжки 4451 км.
- 1984 — Світлана Савицька стала першою жінкою-космонавтом, яка вийшла у відкритий космос.
- 1995 — Сербські війська взяли Жепу в ході  Боснійської війни. Падіння Сребрениці і Жепи — одна з найвідоміших подій громадянської війни в Югославії 1991-1995 років. Одним із наслідків цього конфлікту стала різанина у Сребрениці.
- 2008 — Початок візиту Вселенського патріарха Варфоломія I в Україну.
- 2017 — Націоналістичні сили оголосили початок безстрокової акції «Чорний список», для ліквідації в Україні колабораційного бізнесу.

## Народились
Дивись також Категорія:Народились 25 липня
- 975 — Тітмар Мерзебурзький, німецький церковний діяч і хроніст.
- 1575 — Христоф Шейнер, німецький астроном.
- 1789 — Михайло Загоскин, письменник, автор історичних романів («Юрій Милославський», «Аскольдова могила»).
- 1844 — Томас Ікінс, американський живописець, скульптор, педагог; засновник реалістичного живопису США (разом з художником Вінслов Гомером).
- 1866 — Модест Левицький, український письменник, культурний діяч, педагог, лікар, дипломат.
- 1869 — Михайло Косач, український вчений-метеоролог та письменник, брат Лесі Українки і Ольги Косач-Кривинюк.
- 1891 — Менінський Бернард (нар. Менушкін), британський художник українсько-єврейського походження, родом з Конотопа.
- 1894 — Гаврило Принцип, сербський терорист, який вбив Франца Фердинанда, Ерц-герцога австрійського, що спричинило початок Першій світовій війні.
- 1905 — Пантелеймон Шемет, кобзар, засновник та соліст Канівської капели.
- 1921 — Іван Долинський, український канадський поет.
- 1929 — Василь Шукшин, радянський письменник, кінорежисер, сценарист, актор.
- 1946 — Хосе Ареас, нікарагуанський музикант-перкусіоніст (Santana)
- 1954 — Богдан Теленько, український журналіст, публіцист, письменник, громадський діяч.
- 1967 — Метт Леблан, американський актор, відомий роллю Джої Тріббіані в серіалі Друзі (телесеріал).
- 1967 — Дмитро Білий, український письменник, історик, дослідник Кубані, бандурист, осавул Азовського козацького війська.
- 1984 — Тетяна Коноваленко, українська поетеса.

## Померли

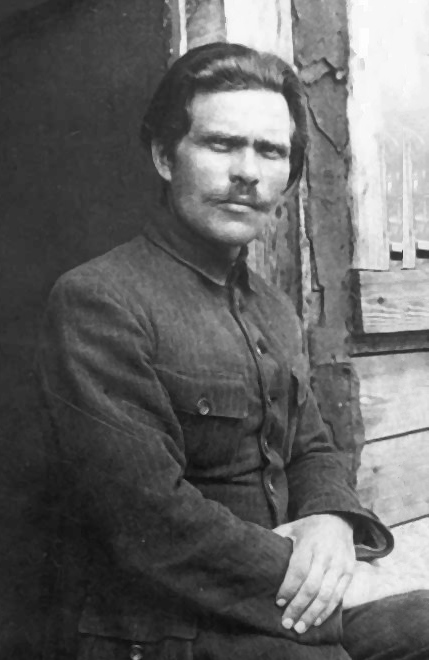
Нестор Махно

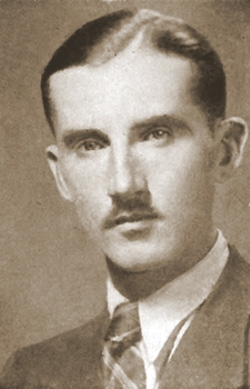
Дмитро Мирон-Орлик

Дивись також Категорія:Померли 25 липня
- 1492 — Інокентій VIII, 213-й Папа Римський.
- 1826 — Кіндрат Рилєєв, російський поет і революціонер-декабрист, один із нечисленних російських прихильників ідеї національного визволення України.
- 1834 — Семюел Тейлор Колрідж, англійський поет, філософ («Взяття Бастилії», «Ліричні балади»).
- 1835 — Антуан-Жан Гро, французький художник першої третини XIX ст.
- 1934 — Нестор Махно, український анархіст, керівник повстанських загонів.
- 1936 — Генріх Ріккерт (Heinrich Rickert), німецький філософ-неокантіант.
- 1942 — Олександр Бандера, брат Степана Бандери, закатований у німецькому концтаборі Аушвіц.
- 1942 — Дмитро Мирон-Орлик, ідеолог та діяч ОУН, вбитий німцями у Києві під час спроби втечі із в'язниці.
- 1955 — Ісак Дунаєвський, радянський композитор українського єврейського походження.
- 1969 — Вітольд Ґомбрович, польський письменник і драматург.
- 1969 — Отто Дікс, німецький художник та графік, представник «жорсткого» реалізму та експресіонізму.
- 1980 — Володимир Висоцький, радянський актор, співак і поет (бард), класик жанру авторської пісні.
- 1984 
  - Володимир Короткевич, білоруський письменник, поет, драматург, перекладач і громадський діяч.
  - Біг Мама Торнтон (справжнє ім'я Віллі Мей Торнтон), американська ритм-енд-блюзова і блюзова співачка.
- 1985 — Олександр Ковінька, український письменник-гуморист.
- 1986 — Вінсент Мінеллі, американський режисер театру та кіно. Постановник мюзіклів.
- 1988 — Джудіт Барсі, американська дівчинка-акторка.
- 1989 — Андрій Чужий, український поет-модерніст, преставник Розстріляного відродження.
- 2003 — Джон Шлезінгер, британський  кінорежисер.
- 2004 — Святомир Фостун, український письменник і журналіст, громадський діяч.
- 2014 — Бел Кауфман, американська письменниця та педагог єврейського походження. Онука (по материній лінії) класика єврейської літератури Шолом-Алейхема.